# Oligocarpa
Oligocarpa is een geslacht van zakpijpen (Ascidiacea) uit de familie Styelidae en de orde Stolidobranchia.

## Soorten
- Oligocarpa megalorchis Hartmeyer, 1911
- Oligocarpa skoogi Michaelsen, 1923